# Jerry Linenger
Jerry Michael Linenger (Eastpointe, 16 januari 1955) is een Amerikaans voormalig ruimtevaarder. Linenger’s eerste ruimtevlucht was STS-64 met de spaceshuttle Discovery en vond plaats op 9 september 1994. Tijdens de missie werd er wetenschappelijk onderzoek gedaan aan boord en buiten de spaceshuttle.
Linenger maakte deel uit van NASA Astronautengroep 14. Deze groep van 24 ruimtevaarders begon hun training in 1992 en had als bijnaam The Hogs.
In totaal heeft Linenger twee ruimtevluchten op zijn naam staan, waaronder een langdurig verblijf aan boord van het Russische ruimtestation Mir. Tijdens zijn missies maakte hij één ruimtewandeling. In 1998 verliet hij NASA en ging hij als astronaut met pensioen. 